# Nessum
Nessum è una tecnologia di comunicazione che può essere utilizzata in vari supporti, tra cui cablato, wireless e subacqueo, utilizzando frequenze elevate (bande kHz a MHz). È standardizzato come IEEE P1901c.

## Panoramica
Nessum ha due tipi di comunicazione: cablata (Nessum WIRE) e wireless (Nessum AIR).

### Comunicazione cablata
Nessum WIRE può essere utilizzato per vari tipi di linee come linee elettriche, linee a doppino intrecciato, linee di cavi coassiali e linee telefoniche.  La distanza di comunicazione può variare da decine di metri a diversi chilometri a seconda del caso d'uso  . Inoltre, quando viene utilizzata una funzione di ripetizione automatica chiamata multi-hop (ITU-T G.9905), è possibile un massimo di 10 stadi di ripetizione. Con una velocità fisica massima di 1 Gbps e velocità effettive comprese tra diversi Mbps e diverse decine di Mbps, questa tecnologia viene utilizzata per ridurre i costi di costruzione della rete utilizzando linee esistenti, per aumentare la velocità delle linee di comunicazione cablate a bassa velocità, per integrare la comunicazione wireless dove non può raggiungere e per ridurre il numero di linee nelle apparecchiature.

### Comunicazione wireless
Comunicazione wireless a corto raggio chiamata Nessum AIR. Utilizza la comunicazione a campo magnetico nel corto raggio e la distanza di comunicazione può essere controllata nell'intervallo da pochi centimetri a 100 centimetri. La velocità fisica massima è di 1 Gbps, con una velocità effettiva di 100 Mbps.

## Panoramica tecnica

### Livello fisico (PHY)
Il livello fisico utilizza Wavelet OFDM (Wavelet Orthogonal Frequency Division Multiplexing). Mentre un intervallo di guardia è richiesto nei sistemi OFDM ordinari, il sistema Wavelet OFDM elimina l'intervallo di guardia e aumenta il tasso di occupazione della parte dati, ottenendo così un'elevata efficienza. Inoltre, a causa della limitazione della larghezza di banda di ciascun subcarrier, il livello dei lobi laterali viene impostato basso, il che facilita la formazione di tacche spettrali. Ciò riduce al minimo le interferenze con i sistemi esistenti e consente una flessibile conformità ai regolamenti di utilizzo della frequenza. Inoltre, Pulse-Amplitude Modulation (PAM) viene utilizzata per ciascun subcarrier e il numero ottimale di livelli multi-modulazione viene impostato in base alle condizioni del percorso di trasmissione, migliorando così l'efficienza di trasmissione. La banda di frequenza utilizzata può essere selezionata tra modelli standardizzati.

### Livello di collegamento dati (MAC)
Il livello di collegamento dati gestisce la Qualità del servizio (QoS) e altre funzioni di controllo utilizzando frame di controllo "beacon" trasmessi periodicamente dal parent a tutti i terminali nella rete. I metodi di accesso al mezzo di base sono Carrier-Sense Multiple Access with Collision Avoidance (CSMA/CA) e Dynamic Virtual Token Passing (DVTP), che assegnano dinamicamente diritti di trasmissione ai terminali nella rete ed evitano collisioni. Il sistema utilizza un meccanismo di prevenzione delle collisioni.

## Storia
Questa tecnologia è basata su HD-PLC, un tipo di comunicazione tramite linea elettrica sviluppato da Panasonic all'inizio degli anni 2000. HD-PLC è stato sviluppato per la trasmissione da stanza a stanza di immagini TV al momento, ma in seguito ha iniziato a essere utilizzato non solo per linee elettriche ma anche per linee coassiali e linee a doppino intrecciato, e persino per la comunicazione wireless.
Il nome "comunicazione tramite linea elettrica" non corrispondeva alla realtà della situazione. Nel settembre 2023, Panasonic Holdings Corporation ha cambiato il nome di HD-PLC in Nessum. Nell'ottobre 2023, HD-PLC Alliance è stata ribattezzata Nessum Alliance.